# Ртутьтербий
Ртутьте́рбий — бинарное неорганическое соединение, интерметаллид
тербия и ртути
с формулой TbHg,
кристаллы.

## Получение
- Сплавление стехиометрических количеств чистых веществ:

{\displaystyle {\mathsf {Tb+Hg\ {\xrightarrow {600^{o}C}}\ TbHg}}}

## Физические свойства
Ртутьтербий образует кристаллы кубической сингонии, пространственная группа P m3, параметры ячейки a = 0,3678 нм, Z = 1,
структура типа хлорида цезия CsCl.
Соединение образуется по перитектической реакции при температуре 600 °C (653 °C).